# Narrativa transmedia

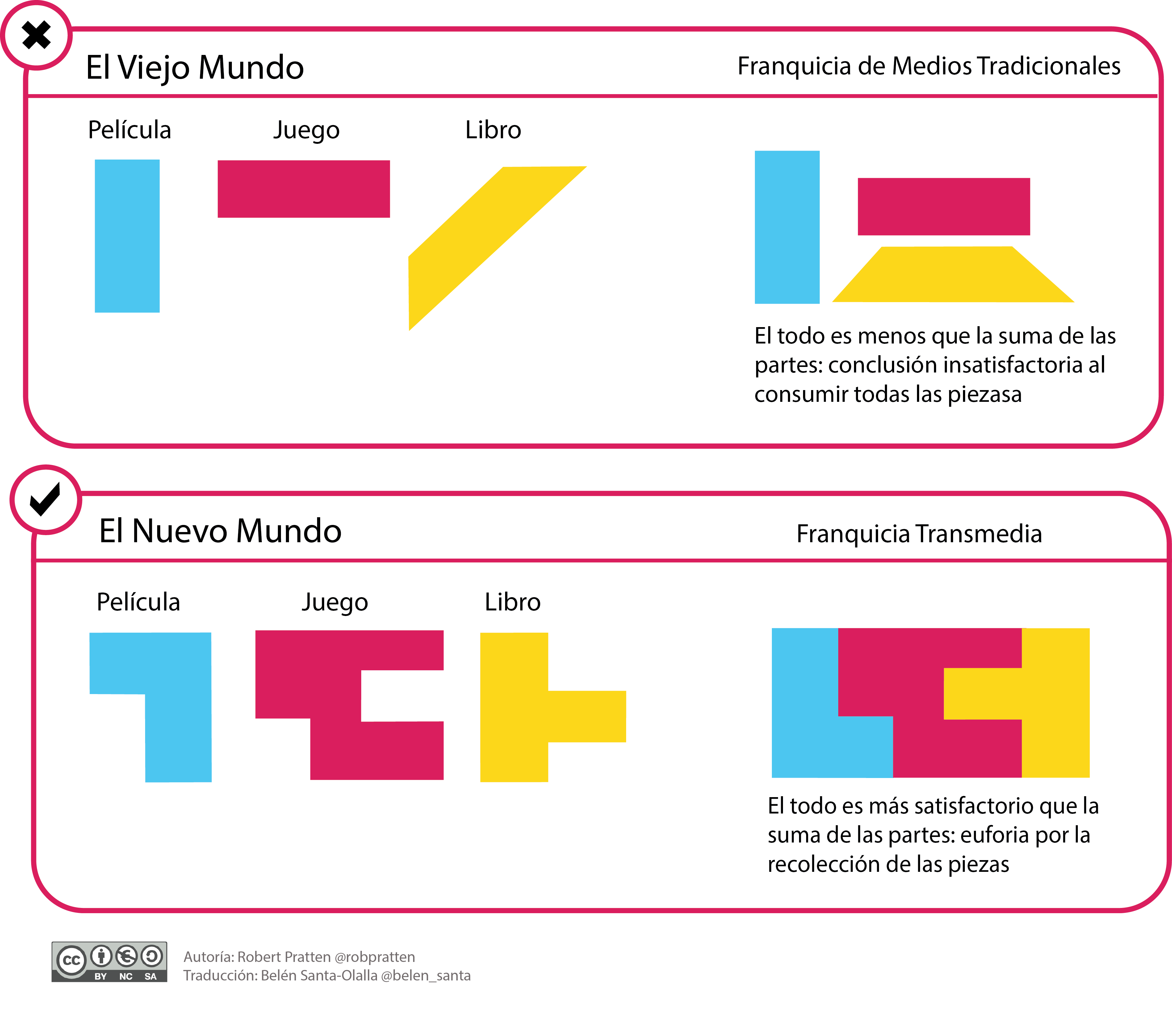
Concepto de transmedia, por Robert Pratten.

La narrativa transmedia, o narrativa transmediática (en inglés, Transmedia storytelling) es un tipo de relato donde la historia se despliega a través de múltiples medios y plataformas de comunicación, y en el cual una parte de los consumidores asume un rol activo en ese proceso de expansión. No debe confundirse con los productos franquiciados cross-media, secuelas o adaptaciones. Se puede considerar la narración transmedia como aquella cuyos relatos aparecen interrelacionados manteniendo, a su vez, independencia narrativa y sentido completo. Puede entenderse como una historia explicada desde diferentes perspectivas según el medio de comunicación empleado como, por ejemplo: un libro, un cómic, un post, un spot, una serie de televisión o un videojuego.

## Producción de contenido transmedia
Desde el punto de vista de la producción, requiere crear contenido que ‘enganche’ al público utilizando diferentes técnicas para impregnar su vida diaria. Para lograr ese enganche o engagement del participante, una producción transmedia desarrollará historias a través de diferentes formatos mediáticos para liberar piezas únicas de contenido para cada canal. Es fundamental que estas piezas de contenido estén abiertas o, sutilmente ligadas entre sí, y que exista una sincronía narrativa entre ellas.
Para que el contenido del relato transmedia funcione, el usuario debe recorrer las distintas plataformas, invirtiendo tiempo y esfuerzo, y así lograr una experiencia más significativa. En el libro "Convergence culture", Henry Jenkins califica a la narración transmediática como una nueva estética que surgió como consecuencia de la convergencia de los medios. Lo considera el arte de crear mundos. Define la convergencia como la relación de contenido a través de múltiples plataformas mediáticas y la intención de crear el recorrido que se espera que la audiencia realice por parte de las distintas plataformas.
Aunque puedan encontrarse sugerencias, no existe un orden o cantidad definido para consumir el contenido de cada una de las partes de la narrativa transmedia pero, mientras más se consuma, más comprensión habrá sobre ella. Cada uno de los medios relata una experiencia única e independiente de los otros.
En el mismo sentido, el argentino Francisco Albarello en su obra Lectura transmedia afirma que "si con las narrativas transmedia se intenta englobar bajo una misma historia la actividad multitarea de las audiencias con el objeto de conectar esas múltiples pantallas, la producción de los usuarios debe tener su lugar en el marco del relato que se intenta contar."
El investigador académico colombiano Gabriel E. Levy B., en un artículo publicado en 2018, definió la Narrativa transmedia "como una estrategia comunicacional mediante la cual los contenidos se diseñan y producen de tal forma que pueden expandirse fluidamente en múltiples plataformas, contenedores y pantallas, lo que puede generar alternativas de consumo y, por consiguiente, impactar en múltiples audiencias". Enfatiza que el propósito es "lograr la suficiente flexibilidad para que las narraciones circulen de manera articulada y sutil por múltiples escenarios y plataformas".
Para el productor e investigador colombo-español, Carlos Obando Arroyave, en el libro 'La metafísica de Internet, nuevas formas de relato en la cultura web', las narrativas transmedia ya existían antes en múltiples experiencias narrativas provenientes del cine y la televisión fundamentalmente, incluso en el juego con muñecas articuladas como Barbie. Fue con Henry Jenkins y su artículo publicado en la revista Technology Review que el concepto tomó relevancia al afirmar que : ’’hemos entrado en una nueva era de convergencia de medios que vuelve inevitable el flujo de contenidos a través de múltiples canales’’. Más aún, cuando definió la narrativa transmedia como la suma de la estrategia de la industria (el modelo canon) y las tácticas de los usuarios o el resultado de la tensión entre el canon (textos originales) y el fandom (historias producidas por los fans). En este sentido, para Obando, el modelo canon ya se venía produciendo desde hace décadas y, lo realmente novedoso, es la pérdida de centralidad y de control de los emisores ocurrida con la llegada de la web 2.0 y la emancipación de las audiencias hiperconectadas. 

## Historia
Sobre los años 70 y 80, artistas pioneros del arte telemático hacían experimentos sobre la narración colectiva, mezclando los antecesores de nuestras actuales redes, y producían visiones y teorías críticas sobre lo que se convertiría en transmedia. Con la normalización del uso de internet en los 90, numerosos creadores comenzaron a explorar maneras de contar historias que entretuvieran al público utilizando nuevas plataformas. Muchos ejemplos tempranos tomaron la forma de lo que luego se llamarían ARGs (alternate reality games), que tenían lugar en tiempo real y con gran cantidad de público. El término ARG en sí fue acuñado en 2001 para describir The Beast, una campaña de marketing para la película Inteligencia artificial. Algunos proyectos tempranos serían:
- Dreadnot,[13] un ejemplo temprano de proyecto ARG, publicado en SFGate en 1996. Esta ARG incluía buzones de voz activos de números de teléfono de los personajes, pistas en el código fuente, direcciones de correo electrónico de los personajes, websites y localizaciones reales en San Francisco
- FreakyLinks
- El Proyecto de la Bruja de Blair – película
- On-Line – película
- The Beast – juego
- Majestic – videojuego
- Matrix - película, animaciones, website, videojuego.

## Formatos de la narrativa transmedia
Partimos del hecho que la narrativa transmedia se comunica a través de diversos medios y plataformas de comunicación con el objetivo de transformar a los espectadores en participantes activos de esa interacción. A continuación veremos algunos de los diferentes formatos de narrativa transmedia que muchas veces son usados en las estrategias de marketing.
- Apps: Las aplicaciones móviles están cada día más presentes en nuestro día a día y es por esa misma razón que muchas empresas han elegido esta herramienta para generar contenidos e interactuar de una manera mucho más fácil y fluida. Por ejemplo: Jam City y Portkey Games desarrollaron una aplicación móvil, llamada "Harry Potter: Hogwarts Mystery", donde el usuario puede entrar dentro del mundo de Harry Potter, saga creada por la autora J.K. Rowling, y vivir su propia experiencia dentro de Hogwarts entrando en una de las casas, relacionándose con los personajes originales de la saga, etc. como usuarios. Es así una expansión del universo de J. K. Rowling y un ejemplo de como la narrativa transmedia se adapta a los nuevos tiempos dando el salto de la gran pantalla hacia nuestros teléfonos móviles.[14]
- Audios: Actualmente las canciones poseen un gran poder de alcance en Internet y los podcast son una muy buena opción para distribuir entrevistas, testimonios. También se pueden descargar o escuchar en streaming. Por ejemplo: la serie La zona, producida por Movistar+ tiene su propio podcast llamado "Desde el Búnker" (además de videojuegos interactivos y otros formatos audiovisuales) donde uno de los personajes narra sus teorías y sus miedos dentro del búnker que habita dentro de la serie. El podcast sirve para mostrar otra de las caras de la serie. Pese a no ser un elemento crucial para seguir la trama de la serie, es interesante si uno llega a ser fan de esta serie.[15]
- Blogs: Los blogs son una herramienta muy cercana entre quien los escribe y quien los lee. Es también una manera de relacionarse digitalmente y fidelizar clientes. Es un punto más que puede servir para diferenciarse de la competencia. Por ejemplo: FANDOM es un blog donde los fans pueden añadir información, teorías, escribir sobre los personajes, su pasado, etc. sobre sus series, películas o videojuegos favoritos. Se observan dos paradojas de la cultura pop reflejados en este blog. Por un lado, cómo la narrativa transmedia sobrepasa los bordes de la pantalla para llegar a otros formatos como los blogs para ser consultados cuando el usuario quiera; y por el otro lado, cómo el fenómeno fandom ha sido tan extendido que incluso hay una empresa dedicada a propagar el conocimiento entre los fans.[16]
- Cómics: Los cómics están destinados a un público más específico pero es un muy buen formato a nivel visual y de entretenimiento. Los cómics son un formato utilizado en la construcción de narrativas transmedia.[17][18][19] Por ejemplo: la franquicia Marvel crea, además de series de televisión o películas, cómics donde sus superhéroes viven sus propias aventuras y batallas. Hay diversos universos e incluso pueden darse lo que se llama, un crossover. Es decir, que un personaje de una saga, haga una aparición en otra saga. En el caso de DC
- E-books: el formato electrónico de un libro está de moda y por esta razón hay empresas que lo usan con el fin de enriquecer las historias.
- Eventos: Los eventos, ya sean en vivo o virtualmente, son situaciones que atraen mucha audiencia y promueven experiencias personalizadas, que el público valora muy positivamente. Por ejemplo: durante la emisión del capítulo piloto de la segunda temporada de la serie de HBO Westworld salió, de manera simultánea, una fake website de un parque temático inspirado en la serie. A medida que salían más episodios, salía más información sobre el parque, profundizando en el universo y mostrando contenido exclusivo hasta que en abril de 2018 abrieron el parque temático en Austin, Texas. El parque consistía en uno de los escenarios donde sucede la famosa serie y contaba con un elenco de 60 actores, seis dobles, cinco bandas y seis caballos a fin de dar vida al universo de Westworld. Los asistentes eran animados a interactuar con los personajes, que se habían aprendido un guion que duraba 90 minutos, lo que equivale a 440 páginas.
- Juegos: La gamificación es una muy buena manera de introducir el factor de la diversión y el entretenimiento en la narrativa transmedia.[20][21] Por ejemplo: The Walking Dead era originariamente un cómic, de los que más tarde salió la célebre serie de televisión. Además, en el 2012 salió el videojuego desarrollado por TellTale Games con diferentes personajes pero en el mismo ámbito geográfico de la serie y los cómics: el estado de Georgia. El videojuego tiene muy en cuenta al usuario quien según las decisiones que tome, será cómo se desarrollará la historia y cómo evolucionará el personaje principal: Clementine.
- QR Codes: los códigos QR funcionan como enlaces para direccionarnos a contenidos diferentes que podemos encontrar en webs o para descargar aplicaciones. Algunas franquicias como por ejemplo, la versión de Pokémon Ultrasol y Ultraluna, utilizan este medio para que los usuarios puedan escanear los diferentes códigos para obtener información sobre las criaturas de este universo y completar el juego.
- Vídeos: más allá de películas, cortos, traileres, anuncios, teasers es a través del formato audiovisual que se puede generar contenido como entrevistas, testimonios, animaciones. Estos vídeos pueden ser distribuidos en numerosas plataformas, pero la más usual es YouTube.[22]
- Web: La web es el elemento primordial, independientemente del tipo de narrativa, que nos permitirá llegar al mayor número de espectadores. Es recomendable que las webs tengan un diseño sencillo, accesible, bien estructurado y que esté adaptada para ser visualizada en dispositivos móviles.

## Discusión académica
En 1991, la académica Marsha Kinder de la University of Southern California acuñó el término en el entorno publicitario para esta forma de contar historias, llamando a las franquicias que usaban aquel modelo “supersistemas comerciales transmedia”. Kinder afirmaba que "la intertextualidad transmedia trabaja para posicionar a los consumidores como poderosos actores que rechazan la manipulación comercial". En enero de 2003, el académico de la Massachusetts Institute of Technology, Henry Jenkins usó el término en su artículo para Technology Review “Transmedia Storytelling”, donde reflejaba que el uso coordinado de la narración a través de plataformas puede hacer los personajes más atractivos”. Definió la narrativa transmedia como la suma de la estrategia de la industria y las tácticas de los usuarios o el resultado de la tensión entre el canon (textos originales) y el fandom (historias producidas por los fans).
Con la creciente combinación de video, soportes digitales, cámaras, celulares, y el crecimiento de la web como plataforma de herramientas y servicios está surgiendo un abanico de nuevos soportes y formatos. Una convergencia de medios por donde las marcas avanzan junto al protagonismo de los consumidores en el diseño y la arquitectura de nuevos medios y plataformas.
Un factor a considerar en el desarrollo de esta "nueva" narrativa es la posibilidad que tiene el público de participar como productor de las mismas historias, y además "porque las nuevas aplicaciones permiten al usuario convertirse en creador y consumidor de contenidos según sus propias y particulares necesidades". El desarrollo de la denominada narrativa transmedia tiene como fundamento la utilización de diversos soportes, para contar una historia. La narrativa transmedia es monotemática, expansiva y complementaria. Una de las herramientas que utiliza es irremediablemente la web y en este sentido la generación de contenidos audiovisuales pretende hacerse por medio de una narración colectiva. Se pretende que la gente común pase a ser a la vez, el emisor y el receptor de toda la información generada. Esta nueva filosofía de colectividad está permitiendo que internet evolucione como medio de comunicación. Estamos asistiendo a un progresivo y cada vez más importante proceso de creación y difusión de contenidos audiovisuales en la red.
El término prosumidor propuesto por Henry Jenkins (productor-consumidor) es totalmente válido y adecuado para una era en la que la cultura del espectador está dejando lugar a la cultura de la participación, y en donde una sociedad basada en un número pequeño de empresas que controlan las narraciones, está cediendo terreno ante un escenario de medios mucho más complejo. Los ciudadanos comunes tienen la posibilidad de irrumpir el control de los medios, y contar sus historias, de formas poderosamente nuevas.
Jenkins dice que para entender el concepto de narrativa transmedia es necesario distinguir entre adaptación y extensión. Una adaptación explica básicamente la misma historia en diferentes medios de comunicación, mientras que una extensión pretende añadir información nueva o argumentos a la original. A pesar de todo esto, una adaptación también podría ser concebida como narrativa transmedia ya que nos muestra una misma historia desde otra perspectiva. Un ejemplo puede ser la adaptación de un libro a película, donde en esta última se tienen en cuenta otros elementos que no aparecen en la redacción de una novela. Así pues, una adaptación se puede considerar en cierto modo una extensión mínima.

«Cada vez más, la narrativa transmedia se ha convertido en el arte de construir mundos, ya que los artistas crean entornos persuasivos que no pueden ser completamente explorados o finalizados con una sola obra o un solo medio.»
Henry Jenkins

## Tipos de universos narrativos

### Mundo real
Se trata de un mundo como el que vivimos. No hay elementos fantásticos ni alteraciones en las costumbres. Lo que se muestra es tal cual se conoce. No es necesario pensar o diseñar cambios en la estructura de las personas o del modo en el que se vive, ya que se muestra lo cotidiano tal cual es. Se debe conocer el lugar en el que transcurre la narrativa en profundidad para no perder un detalle de cómo debe ser mostrado. 
Aquí es necesario también preparar una narrativa que logre fidelidad en los usuarios, ya que el espacio es algo conocido por ellos. A diferencia de la ficción y, en pequeña dimensión, de la realidad alternativa, este tipo de universo cuenta con menos elementos para generar interés en los usuarios, debido a que solo posee el relato para llamar su atención.

### No ficción
En el libro «Producciones transmedia de no ficción. Análisis, experiencias y tecnologías»,Lovato señala que "ha sido la convergencia, en sus múltiples aristas, la que posibilitó la emergencia de un escenario tecno-comunicacional donde las narrativas digitales comenzaron un proceso de transmediación. Dicho proceso, evidenciado fuertemente en experiencias narrativas de ficción, se derramó incluso al campo documental impactando particularmente en las prácticas periodísticas".

### Periodismo Transmedia
A partir de la irrupción de las tecnologías digitales, el periodismo ha debido adaptarse a las nuevas condiciones que, para la profesión, establecieron estas evoluciones en el campo de las ciencias de la comunicación.
A su vez, estos cambios crearon en la propia sociedad posmoderna diferentes singularidades que como dice Zygmunt Bauman, la convierten en una sociedad líquida.
En ese sentido, el periodismo ha generado nuevas formas de producción y nuevas estéticas que responden a las características intrínsecas de las narrativas transmediales como la expansión, la movilidad, la interactividad y, sobre todo, la participación bottom-up de las audiencias.

### Realidades alternativas
Repensar situaciones, contextos y detalles del mundo en el que vivimos para cambiar la historia. Considerar el "¿qué hubiera pasado sí..?" respecto a todo lo relacionado con esta realidad para trabajar con la estructura de la sociedad pero con otros detalles. Relatar tiempos del pasado, del presente o del futuro.
Se puede tener en cuenta determinados hechos que hayan marcado las costumbres, tradiciones y la sociedad para plantear un cambio. 

### Ficción
Crear un universo diegético que contenga coherencia en determinados parámetros y que incluya elementos que permitan brindar identidad y reconocimiento al relato. Debe llevar un código interno estético y narrativo que tiene que respetarse y tener sentido entre sí. Se debe tener en cuenta desde sus paisajes, maneras de pensar y sentir, características de las personas y de la sociedad, entre otros. Cuestionar lo naturalizado para reimaginar un mundo diferente en el que permita dejarse llevar y creer en esas nuevas reglas.
Se trata de una simulación de realidad en la que es necesario abstraerse de las normas, costumbres y maneras de vivir que se conocen para poder comprender del todo este universo. Plantear el tiempo, el espacio con sus respectivas características, los personajes y cómo viven su día a día, entre otros. Crear contenido que permita al usuario sentir atracción por lo que se identifica en la historia y que sienta la necesidad de conocer más sobre ella, a lo largo de las plataformas.
Colin Harvey, en su libro Fantastic Transmedia: Narrative, Play and Memory Across Science Fiction and Fantasy Storyworlds, brinda distintos casos de ficción en narrativas transmedia, en conjunto a teorías y definiciones que plantea. Star Wars y The Lord of The Rings, son dos de los ejemplos que Harvey cuestiona en su libro.

«Los creadores de proyectos transmedia deben identificar cuáles son los objetos de deseo de la audiencia para poder obtener una implicación (emocional) y proporcionarles una experiencia e interacción inmersiva en la órbita NT (affective transmedia). Las posibilidades de juego puede suponer una atracción mayor en las audiencias, referenciando personajes o escenarios que son identificados a través de la memoria: 'Memory is intrinsic to multiple kinds of transmedia engagement.»
Colin Harvey

## Siete principios de la narrativa transmedia
Henry Jenkins, conocido como uno de los máximos exponentes teóricos del relato transmedia, definió los siete principios de esta narrativa.

### Expansión VS. Profundidad
Spreadability refered to the capacity of the public to engage actively in the circulation of media content through social networks and in the process expand its economic value and cultural worth .
La capacidad de propagación se refería a la capacidad del público para participar activamente en la circulación del contenido de los medios a través de las redes sociales y, en el proceso, ampliar su valor económico y su valor cultural.

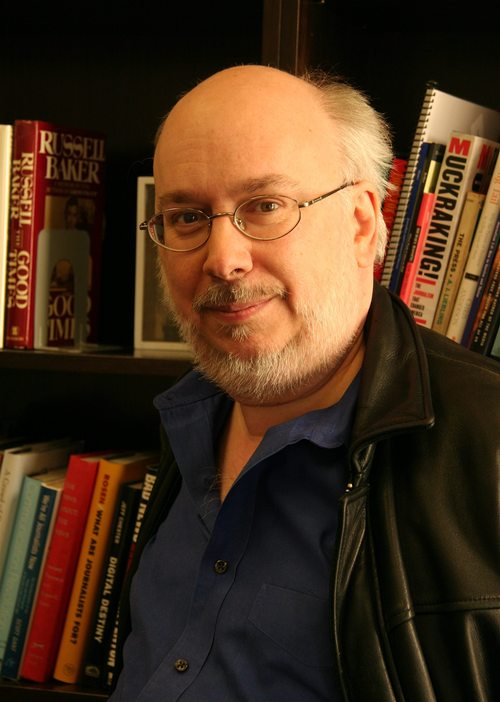
Henry Jenkins

La narrativa debe ser capaz de fidelizar al espectador para que este recorra el universo. Esta expansión no conlleva un compromiso a largo plazo de estos espectadores, cosa que sí ocurre en la otra parte de la clave, la profundidad. Con profundidad, este autor remite a la capacidad de un cierto número de espectadores para introducirse en cada detalle del universo narrativo para comprender mejor la historia, descubrir más e, incluso, expandir, por lo que se ve relacionado con el fenómeno de expansión.
Expansión y profundidad son conceptos que están relacionados. La expansión introduce nuevos espectadores al mundo narrativo, de los cuales algunos profundizarán más. Ayudar a difundir el mensaje puede mejorar la participación de los espectadores y fomentar más aún dicha participación. Aquí se tiene en cuenta el rol del "prosumidor", aquel usuario que consume pero también produce.

### Continuidad VS. Multiplicidad
La narrativa transmedia no tiene por qué ofrecer una continuidad perfecta, ya que se trataría entonces de la narrativa cross-media. Sin embargo, estos conceptos están relacionados debido a que las múltiples partes que componen la narrativa transmedia no han de ser consumidas en su totalidad para entender cierto relato superior, ya que tienen independencia unas de otras. Pero, que sean en parte independientes no significa que no tengan elementos en común. A pesar de la independencia y multiplicidad de historias desarrolladas en los diferentes soportes y formatos, todas ellas se encuentran interconectadas por el mismo mundo.

### Inmersión VS. Extrabilidad
In immersion, then, the consumer enters into the world of the story, while in extractability, the fan takes aspects of the story away with them as resources they deploy in the spaces of their everyday life.
En la inmersión, entonces, el consumidor ingresa al mundo de la historia, mientras que en la capacidad de extracción, el aficionado toma los aspectos de la historia con ellos como recursos que despliegan en los espacios de su vida cotidiana.
Henry Jenkins

Ambos conceptos tratan sobre la relación del usuario con la narrativa transmedia y su repercusión en nuestra cotidianeidad. Se conoce a la inmersión como la capacidad de dejarse llevar e ingresar en un mundo nuevo, mientras que la extrabilidad sería la capacidad para sustraer diversos objetos, vestimentas, frases o conceptos para aplicarlos a la vida real.

### Construcción de mundos
In Convergence Culture, I quoted an unnamed screenwriter who discussed how Hollywood’s priorities had shifted in the course of his career: “When I first started you would pitch a story because without a good story, you didn’t really have a film. Later, once sequels started to take off, you pitched a character because a good character could support multiple stories. and now, you pitch a world because a world can support multiple characters and multiple stories across multiple media.” This focus on world building has a long history in science fiction, where writers such as Cordwainer Smith constructed interconnecting worlds which link together stories scattered across publications.
En Convergence Culture, cité a un guionista sin nombre que habló sobre cómo las prioridades de Hollywood se habían modificado en el curso de su carrera: 'Cuando empecé, lanzabas una historia porque sin una buena historia, realmente no tenías una película. Más tarde, una vez que las secuelas comenzaron a despegar, lanzaste un personaje porque un buen personaje podría admitir múltiples historias y ahora lanzas un mundo porque un mundo puede admitir múltiples personajes y múltiples historias en múltiples medios'. Este enfoque en la construcción mundial tiene una larga historia en ciencia ficción, donde escritores como Cordwainer Smith construyeron mundos interconectados que enlazan historias repartidas entre publicaciones.
Henry Jenkins

Cuando se trata de comunicar historias, lo interesante es saber construir un mundo con determinadas reglas y características que permita ser expandido en distintas plataformas, formatos y soportes. Este elemento está relacionado con la inmersión y extrabilidad que brinda la narrativa ya que, dependiendo cómo esté planteado el universo, permitirá o no generar una relación con el usuario. Es este universo el único que brinda nuevos elementos para las historias y permite su crecimiento a lo largo de todos los medios.

### Serialidad
We can think of transmedia storytelling then as a hyperbolic version of the serial, where the chunks of meaningful and engaging story information have been dispersed not simply across multiple segments within the same medium, but rather across multiple media systems.
Podemos pensar en la narración transmedia como una versión hiperbólica de la serie, donde los fragmentos de información significativa y atractiva se han dispersado no solo en múltiples segmentos dentro del mismo medio, sino a través de múltiples sistemas de medios.
Henry Jenkins

Este concepto cuestiona si es necesario seguir un orden a la hora de querer introducirse en la narrativa. Sugiere plantear un consumido dirigido o permitir que el usuario lo recorra a su manera.

### Subjetividad
El elemento de Subjetividad integra la posibilidad de brindarle al usuario la capacidad de tomar distintos puntos de vista y percepciones de los personajes que pueden tener o no la atención principal. Brinda la opción de crear historias en distintos personajes para así poder ampliar la narrativa a lo largo de diferentes plataformas, y así tomar sus perspectivas.

### Realización
Este concepto está vinculado al rol que toma el usuario en el producto y cómo se siente respecto al universo. Dependiendo su interés por la narrativa, el consumidor se implica en el universo y participa en él. Henry Jenkins divide a los espectadores activos de una creación narrativa. 
Comenzando de menos activos a los más participativos, los "cultural attractors" son espectadores que crean una comunidad para debatir y comentar la historia. Luego, los "cultural activators" son aquellos que se convierten en productores "prosumers". Son los que sienten el interés y se dedican a elaborar nuevas teorías, detalles, argumentos y creencias mientras sea del mismo universo.

## La narrativa transmedia en la mercadotecnia
Habitualmente la narrativa transmedia es utilizada como una estrategia de marketing y producción que adoptan las marcas para extender sus bases y alcanzar nuevos públicos, clientes, usuarios. También utilizan este tipo de narrativa para lograr una fidelidad en los clientes, mediante un conjunto de historias o plataformas que vinculen al producto de alguna manera. A la hora de elegir dónde y cómo comprar, las personas ya no se satisfacen solamente con el producto. La competencia amplió tanto el mercado que buscan otros factores también cuando deben tomar esta decisión. Para ganar participación y reconocimiento, desarrollar una narrativa transmedia es una de las opciones más eficientes. 
Las empresas se plantean como objetivo poder promocionar un storytelling, es decir, un hilo argumental que dé coherencia y relación a su imagen y a la de sus productos, de una manera que pueda entretener y mantener cerca a sus clientes para generar reconocimiento en la marca. Este tipo de narrativas, si están bien desarrolladas, permiten mantener a las personas interesadas para seguir descubriendo más sobre ella. En las redes sociales, por ejemplo, donde los usuarios se desenvuelven mostrando sus rutinas, opiniones y demás, difunden estas narrativas y logran brindar más atención a ellas. Este tipo de innovación también permite a la empresa poder estar en contacto de una manera más personal con los clientes actuales o potenciales. Cada consumidor puede enviarle un mensaje desde donde esté para recibir una respuesta específica de su comentario. 
Para atraer más clientes, se sugiere tomar determinadas decisiones antes de comenzar a difundir la narrativa. Se recomienda plantear por qué canales se expandirá, trabajar con el sentido y coherencia de la historia, buscar la participación del usuario en cada uno de los medios, conectar la marca con la narrativa y medir los resultados de acuerdo a la repercusión que generaron. Los canales de comunicación se extendieron y las formas de comunicarse también. Ya se tiene en cuenta cómo generar presencia en las redes sociales para estar en el día a día de sus consumidores. Estas se han destacado en este proceso, donde se permite una comunicación directa con los consumidores y se conocen inquietudes, comentarios, quejas, dudas y preferencias. 
Al hablar de generar contenido para que los fanes puedan participar, estamos tratando la "cultura participativa". Este concepto fue acuñado por Henry Jenkins, Mizuko Ito y danah boyd en su libro Textual Poachers, donde se analiza el comportamiento, las prácticas y trabajos de los fanes por sobre una narrativa transmedia o procesos de intercambio/difusión en las redes. También se reivindica el carácter educativo de esas prácticas y se cuestiona la capitalización de esas prácticas por parte de los conglomerados económicos.
En ese libro, entre tantas declaraciones, Jenkins propone la idea de que la interactividad es una característica de las tecnologías mientras que la participación pertenece a las culturas. Tanto Jenkins como Mizuko Ito y danah boyd buscaban comprender también cómo los jóvenes están adquiriendo técnicas colaborativas, desde crear fanfictions hasta participar en el desarrollo de narrativas, y apropiarlos a la hora de educar.

## La narrativa transmedia en la cultura popular
Las narrativas transmediáticas expanden el mercado potencial de las marcas a través de la generación de diferentes puntos de entrada para distintos segmentos de audiencia: 
Películas, series de televisión, libros, cómics, sitios en la web, blogs, wikis, videojuegos, juegos de realidad alternativa en línea, eventos, producciones especiales, tarjetas y todo tipo de productos y artículos coleccionables. La convergencia mediática ha transformado formas históricas de expresión popular, como ha sucedido por ejemplo con los relatos de viajeros, que fueron en su origen orales para después convertirse en textos literarios, y que en la actualidad muchos viajeros contemporáneos han convertido en narrativas transmedia.

### El caso Matrix
Uno de los ejemplos que expone Henry Jenkins para explicar las narrativas transmediáticas es Matrix, pues la historia se construye a partir de diversos medios: el cine, el videojuego, la animación, la narrativa gráfica, etc. Si solo se consumen las películas, en realidad solo se conoce una fracción de la historia. "La Matrix es entretenimiento para la edad de la convergencia mediática, integrando múltiples textos para crear una narrativa tan larga que no pueda estar contenida en un solo medio."
La película The Matrix fue estrenada en 1999, dirigida por Lana y Lilly Wachowski, pero luego de este exitoso comienzo, el gran furor que causó el trabajo técnico del largometraje, le siguió una segunda parte: The Matrix Reloaded, que se estrenó en 2003 en Estados Unidos; a los pocos días del lanzamiento salió al mercado el videojuego Enter The Matrix. Dicha expansión transmedial no quedó ahí, ya que al mes siguiente de la aparición del videojuego, llegó a los comercios una serie con nueve cortos animados. Medio año más tarde se estrenó The Matrix Revolutions, la cual fue el cierre de la trilogía. La expansión de esta narrativa no se quedó allí, ya que en 2005 salieron otros dos videojuegos: MMORPG The Matrix En línea y The Matrix: Path or Neo donde revive escenas de las películas. Y posteriormente también se amplió la historia a través de cómics ambientados en diferentes momentos, tanto en el pasado – antes de la construcción de Matrix – en Zion o en el futuro. 
Otra característica de Matrix, es que cada medio tiene autores distintos, lo que muestra otra dimensión de las narrativas transmediáticas, la participación y cooperación para la construcción de la trama.

### El caso deMad Men
Un ejemplo de narrativa transmediática es el caso de Mad Men, la serie dramática de televisión creada por Matthew Weiner , situada en 1960 lanzada en 2007. Fue producida por Lionsgate televisión que también utilizó medios como blogs y cuentas de Twitter para continuar la ficción fuera de la pantalla chica.
La expansión transmedia fue desarrollada por diversas plataformas en línea, como AMAZON, FNAC, MOVIESTORE. El film estuvo distribuido en DVD y Blu Ray, el mercado discográfico lanzó tres discos: Banda Sonora de la Serie, Especial Navidad y Edición Especial coleccionista con música Jazz. 
También se cubrió aquellos consumidores amantes de los libros, para poder seguir ampliando la cobertura por la mayor cantidad de medios posibles. En la web se pueden encontrar videos de animación creados especialmente para su circulación en Youtube, editados por Rug Burn quien es el creador de su propio canal. De la misma forma hay animaciones creadas por usuarios fanáticos de la serie, que se compenetraron tanto con la narrativa que quisieron aportar información.
Seeing History in “Mad Men” es una herramienta en línea creada por New York Times que ayuda a organizar la información dada por la serie respecto de los acontecimientos sucedidos en la década del ´60 en Norteamérica. En la web de la cadena AMC se puede encontrar información variada sobre la serie ya que proporciona hasta videos extras que no fueron incluidos en el lanzado televisivamente. Pero la expansión de esta serie llegó incluso a juegos de PC donde se puede personalizar tu propio Avatar con características de la época de 1960 y crear así un personaje con el estilo de Dyna Moe, un reconocido ilustrador. 
La expansión transmedial llegó hasta las aplicaciones de teléfonos móviles ya que creó incluso una aplicación para crear cóckteles.
Los diferentes productos salidos a partir de esta serie televisiva van promocionándose entre sí, creando una gran cadena que permite una dinámica y amplia movilización de información.

### El caso deStar Wars
La famosísima película Star Wars dirigida por George Lucas se estrenó en Estados Unidos en 1977, que como bien se sabe tiempo después se la rebautizó con el nombre de Star Wars Episode IV: A New Hope. Este film terminó desatando una de las mayores expansiones de narrativa transmedia de la cultura de masas contemporánea. 
El mundo narrativo de la película fue expandido en cine, cómics, novelas, videojuegos, producciones televisivas; George desde el comienzo estableció parámetros y condiciones rígidas que debían ser respetadas por quienes aportaban a la expansión ya que no quería que se desvirtuara el universo del film. 
Este caso es emblemático, ya que a pesar del paso del tiempo sigue expandiéndose por diversos medios y aportando cada vez más información respecto a las historias de los personajes y avances en la narrativa, así pasó por las diferentes versiones de internet 1.0, 2.0 y 3.0. Así los usuarios pasaron de la etapa de promotores a prosumidores. 
En la primera Trilogía permite a sus fanes y seguidores más activos situarse en roles activos, creando blogs, páginas en línea que tratan temas específicos de la saga, diferentes canales en Youtube. El gran universo fue creando multiplicidad de aristas que permite desarrollar y ampliar aún más el mundo de Star Wars, por eso es que sigue siendo posible realizar aportes a pesar de todo lo ya establecido.
También se mantiene latente en redes, tanto Facebook, como Twitter e Instagram, adaptándose a las modas del momento, lo que permite un acercamiento por parte de todos los fanes en una constante que se mantiene ya por muchos años.

### El caso de Pokémon
El universo Pokémon ya incluía el Juego de Cartas Coleccionables, videojuegos, ropa, la serie de dibujos animados, películas, juguetes, y muchas más cosas. En el 2016 buscaron revivir la industria innovando con el "Pokemon GO", un videojuego de realidad aumentada basado en la localización que provee al usuario la capacidad de recolectar pokémon a lo largo de sus caminos.
La historia se expande más allá de una década desde que se empezó a trabajar oficialmente en el primer juego hasta ahora, y siguen innovando con nuevos recursos en sus medios. Los relatos de cada plataforma brindan una nueva experiencia para el usuario y cuentan con una independencia una por sobre otra, aunque estén ligados entre sí.

### El caso de Harry Potter
Otro claro ejemplo de narrativa transmediática es el caso de Harry Potter, creado por la autora británica J. K. Rowling. Este universo paralelo comprende dos mundos distintos, el mágico y el de los muggles. El mundo muggle, en esta saga, es el espacio en el que viven las personas que no poseen magia. En paralelo a este, se encuentra el mundo mágico en el que viven las personas que sí la poseen, pero este se encuentra oculto para los muggles.
Este universo integra distintos libros, películas que representan a cada uno de ellos, videojuegos, parques de diversiones, la posibilidad de visitar el espacio en donde se creó la historia y un sitio web, Pottermore, en el que los usuarios pueden generar contenido y descubrir, según su personalidad e intereses, cómo podrían formar parte ellos de este mundo, entre otros. La última plataforma mencionada es la que provee más interactividad ya que brinda no solo más información de esta ecología, sino también el sentimiento de que ellos son parte de este mundo. Cabe mencionar que se encuentran presentes en las redes sociales con publicaciones relacionadas con la saga y a la organización de nuevos eventos para nunca perder la atención de los fans de Harry Potter. Con el paso de los años, este universo sigue ampliándose con, por ejemplo, nuevos estrenos cinematográficos relacionados con esta saga y otros medios que permiten seguir el crecimiento de estas historias.

## Transmedia educativo

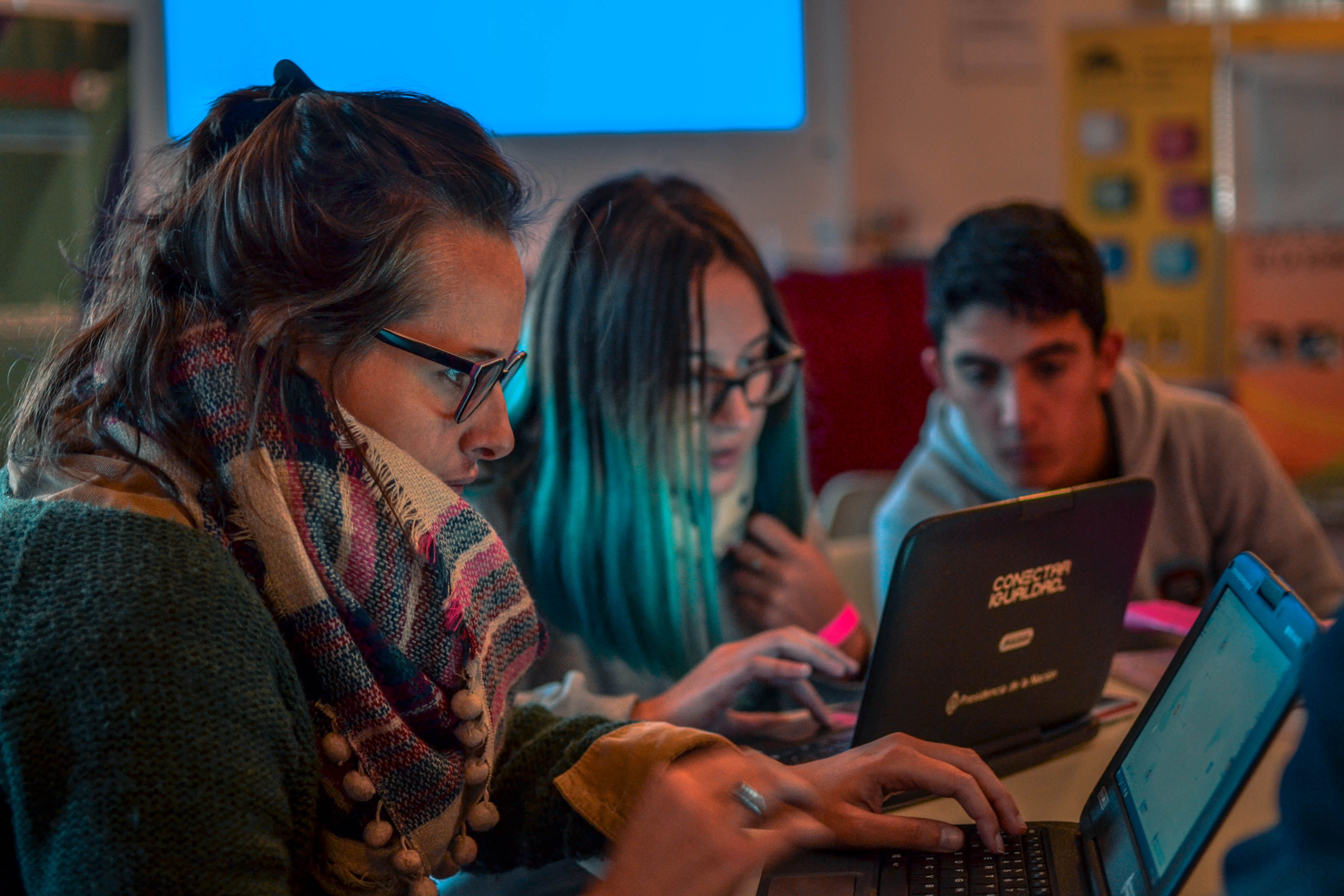
Jóvenes participando en el Editatón sobre el Palacio San José Museo Urquiza en el marco del Proyecto Transmedia "La Guarida del Tigre" del Portal Educativo Aprender Entre Ríos

La narrativa transmedia se refiere al desarrollo de distintos conceptos por medio de diversos sistemas de significación, entre estos encontramos el verbal, lo icónico, lo audiovisual y/o lo interactivo. A través de ella se busca relacionar  la trama narrativa con las subtramas ocultas, mediante una combinación dinámica de articulaciones de escenas y biografías.  
En la enseñanza, se incorporó en los últimos años como una estrategia y enfoque para abordar contenidos educativos a partir de nuevos formatos y lenguajes, como también desde la cultura colaborativa. Esta forma de comunicación involucra al público de manera más profunda y genera un mayor impacto emocional, porque les permite explorar y sumergirse por medio de diferentes canales de interacción en el mundo de la narrativa transmedia, ya que incluyen distintos estilos comunicativos que circulan en él, generando formas de inteligencia colectiva fundamentales para el desarrollo los saberes y permitiendo la gestión de acciones colectivas, locales y globales.
Propone revalorizar las prácticas mediáticas dentro del aula para potenciar los procesos de aprendizaje mediante la expansión y enriquecimiento de la narrativa a través de diferentes medios y plataformas de comunicación, que permita una participación activa de los estudiantes, y fomente la creación de nuevas experiencias individuales y colectivas.
En una narrativa transmedia educativa, los contenidos educativos forman parte del mundo narrativo que se expande a partir de las creaciones de los estudiantes, quienes asumen un rol activo como emisores porque producen mensajes abiertos y susceptibles a ser modificados por sus receptores. Estos últimos, también, asumen una posición activa y disponible ya que permiten la intervención del mensaje, cuyo contenido adopta progresivamente componentes de carácter hipertextual, hipermedial y/o transmediático favoreciendo la adquisición de grados de libertad de los usuarios para alcanzar diversas formas de interactividad. El uso y apropiación de las narrativas transmedia potencian nuevas prácticas en los usuarios, quienes ya no solo actúan como receptores y emisores sino como comunidades del saber.

Jenkins, en una publicación de 2010, señalaba los posibles cruces entre educación y transmedia storytelling:
En tanto educadores, tenemos que modelar el uso efectivo de las diferentes plataformas mediáticas en el aula, una práctica que respaldaría lo que Howard Gardner nos ha dicho acerca de las inteligencias múltiples. En este caso, me refiero a la idea de que cada estudiante aprende mejor a través de diferentes modos de comunicación y, por lo tanto, la lección es más efectiva cuando se transmite a través de más de un modo de expresión. Podemos reforzar lo que comunicamos a través de palabras o textos escritos con soportes visuales o actividades. Hacerlo de manera efectiva nos lleva a pensar en cómo múltiples plataformas de comunicación podrían reforzar lo que hacemos en nuestras aulas.
Cuando se refiere a transmedia en educación, el concepto se relaciona con el alfabetismo transmedia, es decir, el conjunto de habilidades, competencias y estrategias que se desarrollan en el marco de la cultura digital contemporánea.

## En la actualidad
Desde 2011, los estudios tanto tradicionales como especializados están abrazando las técnicas de narración transmedia en busca de una nueva forma de contar historias nativa a los contenidos digitales en red y los nuevos canales de comunicación. Técnicas que se están aplicando en otras áreas como en el turismo experiencial. Tecnologías de desarrollo han permitido que algunos proyectos comiencen a incluir experiencias para un jugador aparte de las experiencias multijugador en tiempo real de las ARG. Mientras que la lista de proyectos actuales es imposible de enumerar, estos son algunos ejemplos notables de narración transmedia.
- Educación Mediática - Narrativa transmedia
- Conspiracy 365, experiencia multiplataforma transmedia para la televisión The Movie Network en Australia
- Slide, experiencia transmedia para Fox8 TV en Australia
- Dirty Work, webserie interactiva de Fourth Wall Studios
- Skins, extensión transmedia del programa Channel 4/Company Pictures por Somethin' Else en UK
- Cathy's Book, novela transmedia de Sean Stewart
- Year Zero, proyecto transmedia de Nine Inch Nails
- Regénesis, serie de televisión canadiense con una extensión transmedia en tiempo real (ARG) que tuvo lugar en sincronía con la emisión de la serie
- The Lizzie Bennet Diaries, webserie-adaptación de Orgullo y Prejuicio con una significativa existencia en redes sociales
- Pandemic, una película independiente y evento creado por Lance Weiler
- MyMusic, serie de comedia transmedia de Fine Brothers Productions como parte de la iniciativa del canal de Youtube
- Clockwork watch, proyecto independiente sobre un mundo steampunk no-colonial, narrado a través de novelas gráficas, eventos y una película de Yomi Ayeni
- ZED.TO, un proyecto canadiense de micromecenazgo consistente en una ARG sobre la corporación de biotecnología futurista de Toronto
- Wakfu, un MMORPG (Videojuego de rol multijugador masivo en línea), una serie de dibujos y un juego de cartas de Ankama Games
- Defiance, una serie de televisión y videojuego emparejados para contar historias conectadas y separadas
- Quantum Break, videojuego que se complementa con una serie de televisión del mismo nombre.
- Pokemon GO, videojuego de realidad aumentada basado en la localización que busca ampliar el universo Pokemón.
- Bing | Decode Jay-Z Case Study[49]

## Transmedia en español
En España cuesta ''pensar en transmedia''. En la mayoría de casos los productos son transmedia táctico, es decir, viendo el éxito y la acogida del público van pensando cómo expandir el universo narrativo, pero también hay de tipo transmedia estratégico.
- La peste - se estrenó en Movistar Plus y fue una apuesta pensada para que fuera un universo transmedia. Dentro de él podremos viajar de la Sevilla del siglo XVI a la Sevilla actual, podremos elegir nuestra implicación. Algunas de nuestras opciones son la Wikipeste, donde encontraremos biografías, historia y sinopsis; Mancebía, una serie web; El confesor, un pódcast donde se revelan secretos de la serie; CGI: Sevilla, donde se nos muestra los platós y salas de postproducción; Yantar, un recetario del siglo XVI; Ida y vuelta, una webdoc, Los inquisidores, un pódcast de Alberto Rodríguez y Rafael Cobos; La ruta de La peste, un recorrido por Sevilla para recordar la serie y La hermandad, donde se crean contenidos para redes sociales.
- La zona- serie de Movistar Plus que opta por crear una versión alternativa de La zona. Tenemos la web de La zona, en la cual aparecerán 16 formatos diferentes; podremos visitar la web, elegir entre la opción despacho (making off, comentarios sobre la creación de la serie) y la opción búnker (podcast..etc) y un juego interactivo.
- Si fueras tú - primer proyecto interactivo transmedia producido en España. Cada semana los espectadores deciden como sigue la trama y podrán interactuar con los personajes.
- Fashion Freak - plataforma transmedia internacional de comunicación sobre diseño independiente.
- El cosmonauta - proyecto micromecenazgo transmedia consistente en una película, webisodios, libro y un falso documental, dirigido por Nicolás Alcalá
- Plot 28 - universo transmedia de Ficción Total
- Panzer Chocolate - universo transmedia que integra largometraje, ARGs y videojuego dirigido por Robert Figueras.
- El silencio se mueve - novela transmedia de Fernando Marías
- Águila Roja - serie de TV de TVE con expansión transmedia a través de cómics, MMORPG y largometraje.
- El Barco -serie de televisión de Antena 3 con una expansión del universo a través de los Twittersodios.
- 19 Reinos - experiencia transmedia para el lanzamiento de la 4.ª temporada de Juego de Tronos en Canal+
- El Ministerio del Tiempo - serie de TV de TVE con expansión transmedia a través de webseries, realidad virtual, cómics, etc.
- Magín Díaz, el Orisha de la Rosa - proyecto musical con expansión transmedia a través de social media, videoclips, conciertos, arte gráfico, pintura, video documental, ganador de un Grammy Latino y nominado a Grammy Anglo por mejor empaque.
- Vis a vis- contiene en su página web un falso documental donde las protagonistas conceden entrevistas y se revelan imágenes inéditas.

En España falta mucho camino por recorrer, según Scolari los problemas en España a la hora de pensar en transmedia son:
- Las propuestas son limitadas, la mayoría son adaptaciones.
- Los creadores no han conseguido adaptar el pensamiento transmedia.
- Predominan los productos transmedia táctico.
- Hace falta una legislación que tenga en cuenta las narrativas transmedia y que acoja a los fanes.
- No se tiene en cuenta la creatividad de los fanes, al contrario que en EE. UU.

## Transmedia en Latinoamérica
En Latinoamérica hay diversas producciones que apuntan en este sentido, y numerosos investigadores que abordan la problemática desde una mirada latina. Entre algunos ejemplos podemos citar
- Tras los Pasos del Hombre Bestia: Proyecto sobre la primera película de fantasía filmada en Argentina, de la Ciudad de Rosario, Argentina, desarrollado por DCMTeam.
- Mujeres en Venta: Investigación periodística sobre la trata de mujeres en Argentina, desarrollado por DCMTeam.
- De Barrio Somos: Documental transmedia que propone revisar la realidad de los clubes de barrio de la Ciudad de Rosario, Desarrollado por DCMTeam.

Entre los equipos que están investigando la temática cabe destacar la Cátedra Latinoamericana de Narrativas Transmedia, que profundiza el estudio y la producción en el área.